# Charles Vane (Pirat)

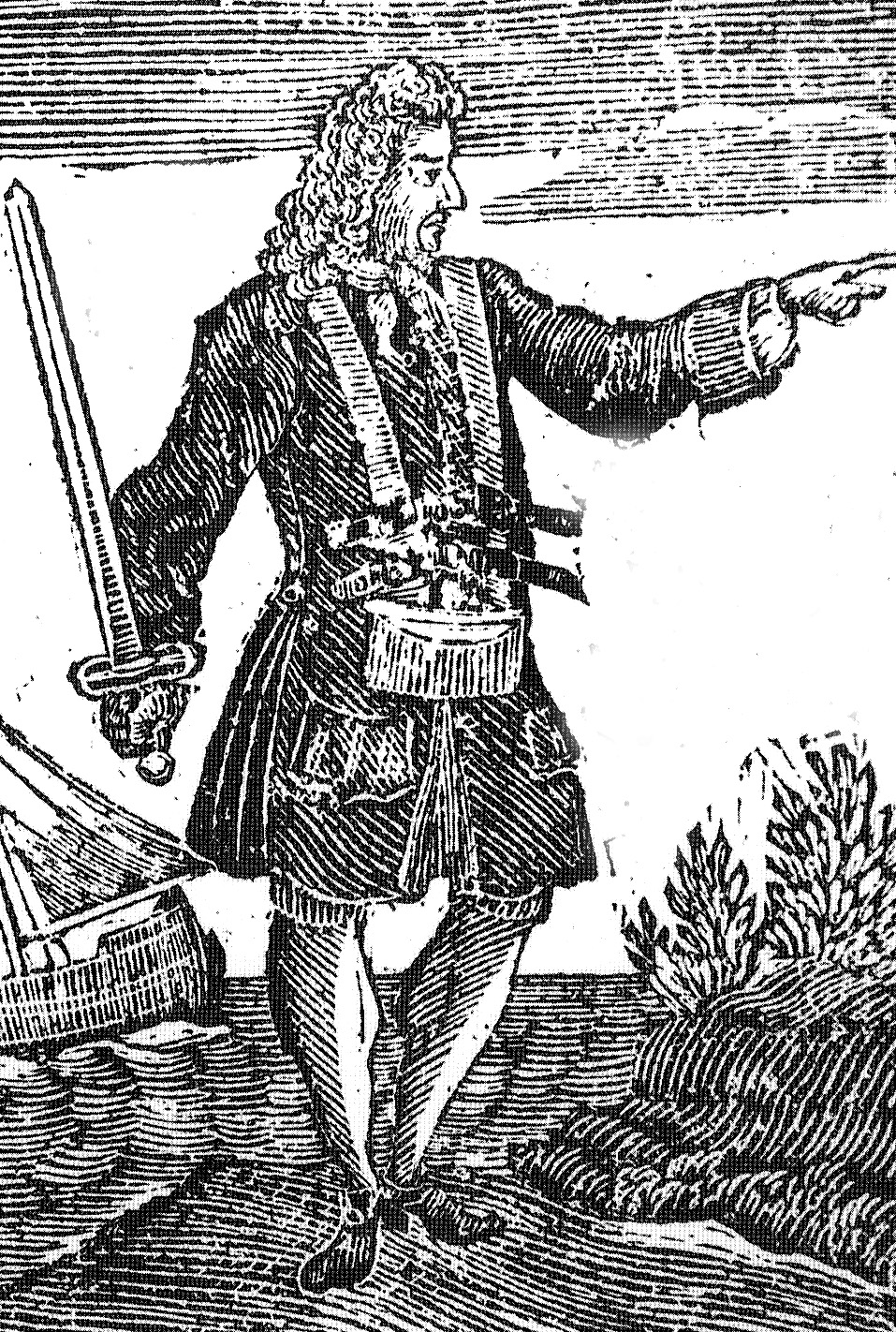
Charles Vane

Charles Vane († 29. März 1721 in Port Royal, Jamaika) war ein Pirat im 18. Jahrhundert.

## Leben
Über seine Jugend ist wenig bekannt. Er wird mit dem Wrack einer spanischen Galeone, welche zu Beginn des 18. Jahrhunderts vor Florida auf Grund lief, in Verbindung gebracht. Es stritten sich einige Piraten um das Wrack und die darauf befindlichen Güter. Die Spanier entsandten Kriegsschiffe und verjagten die Piraten. Vane wartete abseits, bis die Spanier wieder abzogen, und kaperte die notdürftig reparierte Galeone. Dies war eine der größten Beuten bei einer einzelnen Kaperung in der historischen Piraterie. Wenn er auf den Bahamas operierte, fand er Zuflucht auf Green Turtle Cay, einem Inselchen des Abaco-Archipels.
Bekannt wurde Vane im Juni 1718. Woodes Rogers war zu dieser Zeit der neue Gouverneur von New Providence, und Vane operierte bis zu dessen Ankunft von diesem Hafen aus. Die anderen Piraten ergaben sich Rogers, welcher die „Piratenplage“ auf den Bahamas beenden sollte; nur Vane widersetzte sich. Er entzündete ein frisch gekapertes Schiff im Hafen und ließ es als Brander auf die vor Anker liegenden Schiffe des Gouverneurs zulaufen. Danach lief er mit seiner Crew aus New Providence aus.
Vane war sehr beliebt bei seiner Crew, da er eine Führungspersönlichkeit war und Glück beim Finden reicher Beute hatte.
Auf der Höhe seiner Karriere machte er allerdings den Fehler, ein französisches Kriegsschiff ziehen zu lassen, weil er fürchtete, der Schwächere in diesem Duell zu sein. Dies legten ihm seine Männer unter Führung von Calico Jack Rackham als Feigheit vor dem Feind aus und setzten ihn als Kapitän ab. Er und einige Getreue wurden in einer kleinen unbewaffneten Schaluppe ausgesetzt. Drei Monate später hatte er jedoch schon wieder eine kleine Piratenflotte unter Kontrolle; eine Leistung, die ihn noch bekannter werden ließ.
Es wird Vane nachgesagt, mit dem Piraten Blackbeard gut befreundet gewesen zu sein, als er vor der Küste von North Carolina operierte.
Ein Wirbelsturm versenkte Vanes Schiff in der Bucht von Honduras; er konnte sich als einziger Überlebender auf eine kleine Insel retten. Dort lebte er von Fisch und Bananen, bis das Schiff seines ehemaligen, nun königstreuen Freundes Benjamin Hornigold vorbei kam. Hornigold weigerte sich, ihn mitzunehmen. Er hatte Angst, Vane könnte seine Mannschaft zur Meuterei überreden.
Ein später vorbeikommendes Schiff nahm ihn, in Unkenntnis seiner Identität, als Matrosen an Bord. Dort war er schnell als fleißiger und erfahrener Seemann recht beliebt.
Zu Vanes Verhängnis wurde ein Treffen seines Kapitäns mit Hornigold auf hoher See. Dieser erkannte Vane und berichtete dem Kapitän von seiner wahren Identität.
Vane wurde in Ketten nach Port Royal gebracht und dort innerhalb einer Woche am 29. März 1721 gehängt. Ihm wurde unter anderem vorgeworfen, die Schaluppe John and Elisabeth vor der Küste von Abaco erbeutet zu haben.